# ده آقا (سلسله)
ده آقا (سلسله)، روستایی از توابع بخش فیروزآباد شهرستان سلسله در استان لرستان ایران است.

## جمعیت
این روستا در دهستان فیروزآباد قرار دارد و بر اساس سرشماری مرکز آمار ایران در سال ۱۳۹۵، جمعیت آن ۳۲۵ نفر بوده که ۱۶۹ نفر مرد و ۱۵۶ نفر زن بوده اند. روستای ده آقا دارای ۹۳ خانوار می باشد.